# Farfisa Professional Piano
| Farfisa Professional Piano | Farfisa Professional Piano                               |
| Allgemeines                | Allgemeines                                              |
| -------------------------- | -------------------------------------------------------- |
| Name                       | Farfisa Professional Piano                               |
| Hersteller                 | Farfisa                                                  |
| Preis (1971)               | 1,099 US-$                                               |
| Klangsynthese              | analog, subtraktiv                                       |
| Zeitraum                   | 1971–1975                                                |
| Eigenschaften              |                                                          |
| Polyphon                   | ja                                                       |
| Multitimbral               | ja                                                       |
| Tasten                     | 61 Tasten                                                |
| Effekte                    | ADSR-Decay und Attack, Forte-Pedal sowie Una-Corda-Pedal |

Das Farfisa Professional Piano ist ein analoges E-Piano aus der Professional-Serie des italienischen Orgelherstellers Farfisa. Es wurde ab 1971 angeboten und kam insbesondere bei Krautrock-Bands der ersten Hälfte der 1970er-Jahre zum Einsatz.

## Das Instrument

### Manuale
Das Professional Piano ist mit einer 61-tastigen Klaviatur ausgestattet und deckt insgesamt fünf Oktaven ab. Es kann in zwei Zonen – Bass und Treble – aufgeteilt werden, der entsprechende Split-Punkt befindet sich genau in der Mitte des Keyboards. So stehen für die beiden Zonen jeweils 2½ Oktaven zur Verfügung.
Das E-Piano verfügt über sechs vordefinierte Klänge, die jeweils ein reales Instrument klanglich abbilden sollen. Wie bei analogen Preset-Keyboards dieser Zeit üblich handelt es sich hierbei jedoch bloß um simple Klangnachahmungen, die mit den echten Instrumenten nicht vergleichbar sind. Sowohl für die Bass- als auch Lead-Sektion stehen folgende Presets zur Verfügung: Piano, Honkie Tonkie, Harp, Clavichord, Banjo und Special Effect. Bei Letzterem handelt es sich um den Klang einer einfachen elektronischen Orgel. Es können mehrere Klänge miteinander kombiniert werden, was ein deutlich umfangreicheres Klangspektrum erschließt.
Es ist sowohl möglich, Presets für den gesamten Klaviaturumfang auszuwählen, als auch für die beiden Keyboard-Hälften verschiedene Klänge zu konfigurieren. Beim Einsatz der Bass-Sektion werden die Klänge automatisch eine Oktave tiefer abgespielt.

### Effekte
Das E-Piano verfügt über einen einfachen Hüllkurvengenerator, der für Bass- und Treble-Sektion einzeln kontrolliert werden kann. Es stehen drei Voreinstellungen zur Verfügung: Kurzer Attack, langer Decay; kurzer Attack, kurzer Decay und langer Attack, kein Decay. Zusätzlich können über zwei Fußpedale wie bei einem regulären Klavier die Klangdauer verlängert (Forte, rechtes Pedal) sowie die Klänge Una corda (linkes Pedal), also leiser bzw. abgedämpft gespielt werden. Für beide Split-Zonen stehen jeweils eigene Lautstärkeregler zur Verfügung.

### Lieferumfang
Im Lieferumfang enthalten waren neben Garantieunterlagen, Handbuch, Reparaturplänen und Fußpedalerie auch zwei Stahlrohrständer, die an den Seiten des Instrumentes eingeklinkt wurden und es erlaubten das Instrument ohne Tisch aufzustellen. Das Netzkabel ist nicht abziehbar und entspringt der Unterseite, dort befinden sich auch die Line-Out-Anschlüsse für beide Sektionen getrennt sowie ein Kopfhöreranschluss. Ein Schutzgehäuse bzw. eine Transportkiste ist in das Gehäusedesign integriert – zum Transport wird es auf der Oberseite eingeklinkt und schützt so die Klaviatur und Schalter vor Beschädigungen. An der Oberkante war zudem ein Tragegriff angebracht. Zudem war der Erwerb Farfisa-eigener Keyboardverstärker möglich.

## Sonstiges
Das Instrument wurde konzipiert, um Musikern ein transportables Instrument zur Verfügung zu stellen, das in der Lage war, mit einem Klavier vergleichbare Klänge auszugeben. Dies machte es zu einer im Vergleich kostengünstigen und erfolgreichen Alternative zu schweren, teilweise elektromechanischen E-Pianos wie dem Fender Rhodes.
Insbesondere in der Krautrock-Szene machte sich das Instrument schon kurz nach Veröffentlichung einen Namen und ist auf vielen prägenden Werken dieser Zeit zu hören, oft auch mit Effekten wie Delay, Reverb oder Phaser klanglich verfremdet. Gespielt von Keyboarder Irmin Schmidt, ist das Professional Piano u. a. prägender Part im Arrangement der Can-Alben Tago Mago und Ege Bamyasi und wurde bis zur Auflösung der Band 1978 zusammen mit der verwandten Farfisa-Professional-Duo-Orgel sowohl live als auch bei Studioaufnahmen verwendet. Auch Ralf Hütter von Kraftwerk nutzte das Instrument bis etwa 1976 sowohl im Studio als auch live regelmäßig, so z. B. auf den Alben Ralf und Florian und Autobahn. Auch Künstler der Berliner Schule wie Klaus Schulze und Tangerine Dream setzten das Professional Piano in ihren Kompositionen ein.